# صوفيا أدلرزبار
صوفيا أدولفينا أدلرزبار (بالسويدية: Sophie Adlersparre)‏ (6 مارس 1808 - 23 مارس 1862) هي رسامة سويدية.

## سيرة ذاتية
وُلدت كابنة لأحد النبلاء اللوثرية، أكسل أدلرزبار، حاكم أولاند، وكارولينا فون أربين، أخت جورج أدلرزبار. عرضت موهبة الرسم في مرحلة الطفولة. عندما أصبحت الفنانة سي أف بيدرسن غارقة في البحر بالقرب من منزلها، تم تعليمها من قبله، وعندما انتقلت عائلتها إلى ستوكهولم في عام 1830، تم تعليمها من قبل الفنانين كارل غوستاف كيفانستروم (1810-1867)، يوهان غوستاف ساندبيرغ وأولوف جوهان سوديرمارك (1790-1848).
لأول مرة في عام 1836، عندما طلبت منها ولية العهد الأميرة، جوسيفين أوف لويشتينبيرغ، الملكة المستقبلية في السويد، لوحة وقدمت لها بالمقابل علاقات مفيدة.

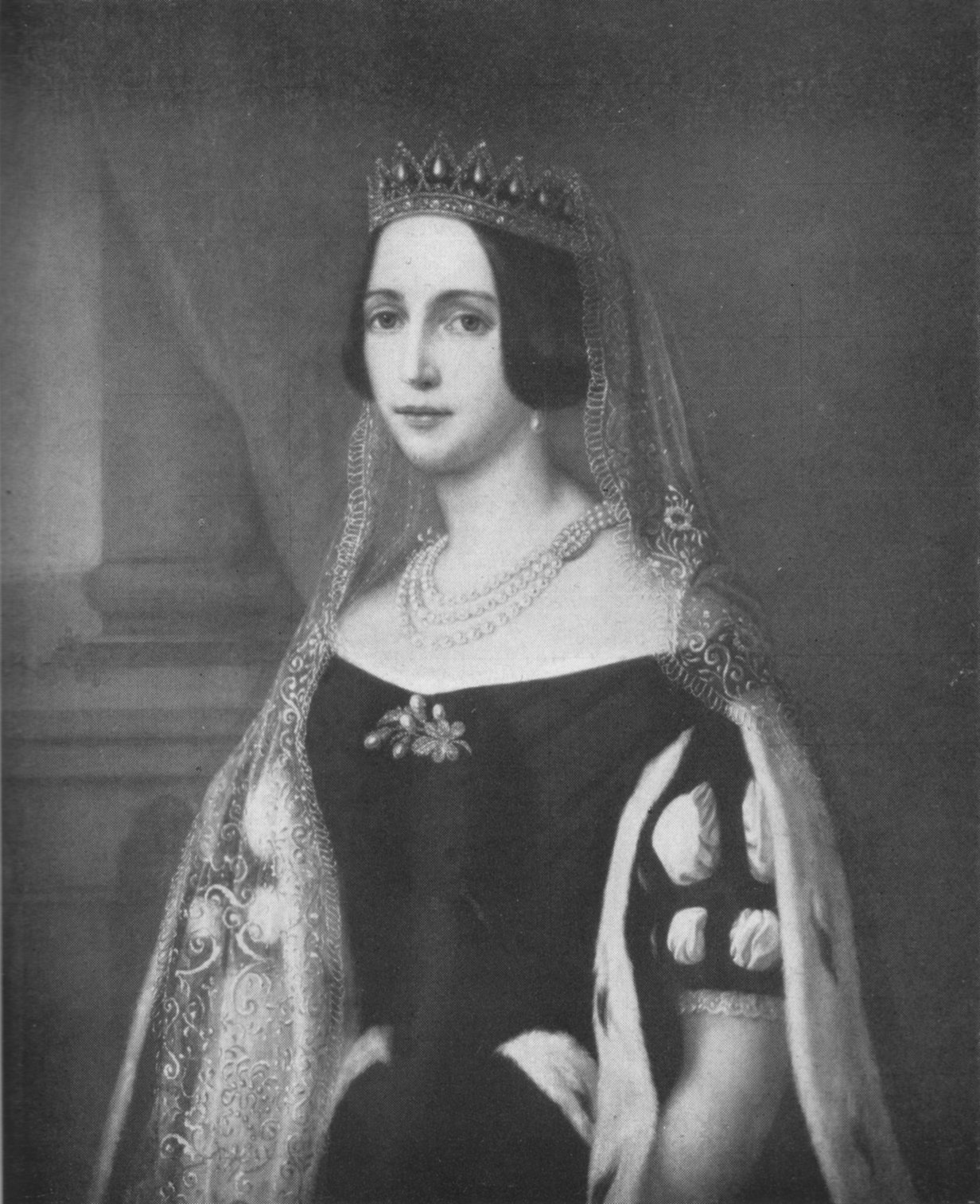
رسمة الملكة جوزفين من ليوتشتنبورغ، بواسطة صوفيا أدلرزبار.

قامت أدلرزبار بعدة رحلات لدراسة الفن في الخارج، إلى ألمانيا وإيطاليا وفرنسا. في عام 1839-1840، درست تحت قيادة ليون كوجنت في باريس، حيث التقت كارل واهلبوم وبير ويكنبرغ. عندما عادت إلى السويد، فتحت مدرسة رسم، حيث كانت أماليا ليندغرين من بين تلاميذها.
في عام 1845، مولت الملكة دراساتها المستمرة في باريس. في 1845-1846، درست في دريسدن، حيث كانت مستوحاة من J. C. دال وكاسبار دافيد فريدريش ونسخ اللوحات القديمة، وفي 1851-1855 أعطيت دعم الدولة للدراسة في ميونيخ، بولونيا وفلورنسا وروما. في روما، كانت عضوًا في مستعمرة الفنانين السويديين وأجرت اتصالات مع مستعمرة الفنان الألماني وحركة الناصري تحت قيادة فريدريك أوفربيك. كما تحولت إلى الكاثوليكية ورسمت البابا بيوس التاسع. تعكس لوحاتها تيار الأسلوب الرومانسي للعصر، على الرغم من أنها تأثرت كثيرًا بفنان عصر النهضة رافائيل.
في عام 1855، قامت أدلرزبار بزيارة إلى السويد، حيث عُرضت أعمالها في القصر الملكي.
في عام 1862، عادت بشكل دائم إلى السويد وحصلت على معاش تقاعدي من جمعية الأدب من الأدب والحرفيين. توفيت بعد وقت قصير من استلام الدفعة الأولى. في العام نفسه، طالبت زوجة شقيقها، النسوية صوفي أدلرزبار، أنه يجب أن تكون المرأة قادرة على دراسة الفن في الأكاديمية الملكية السويدية للفنون على نفس الشروط مثل الرجال. وقد تحقق هذا الطلب في عام 1864.

## الأعمال

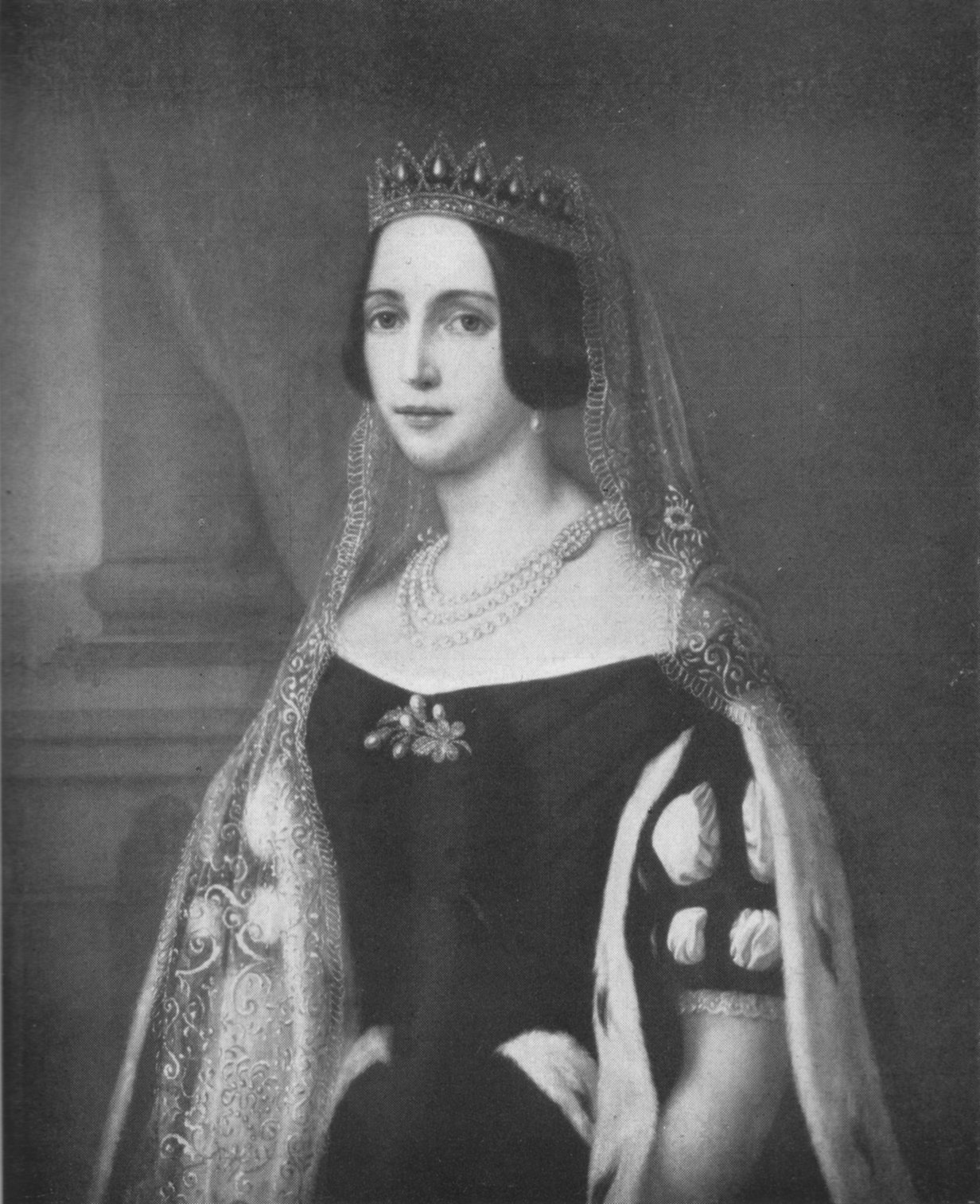
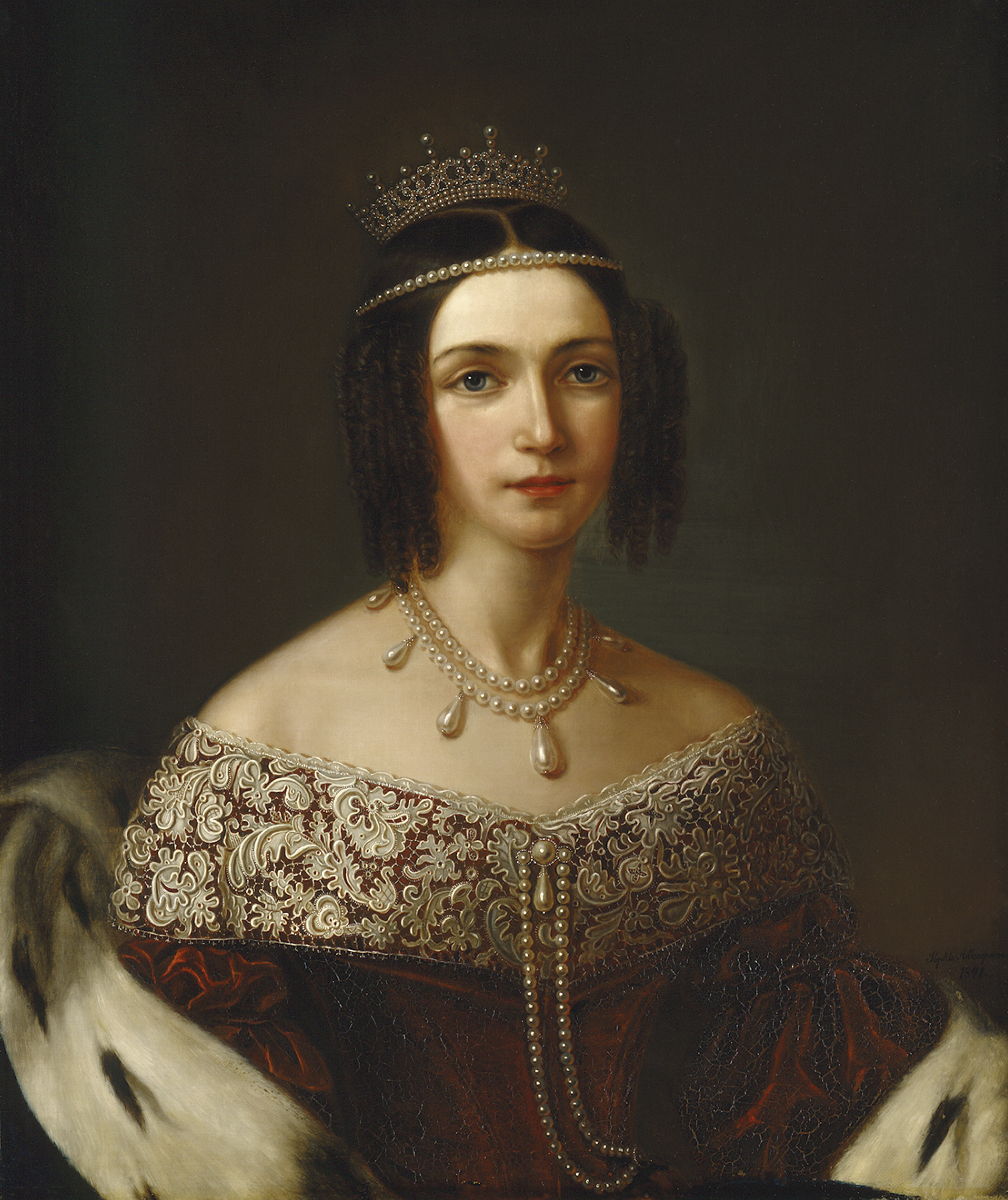
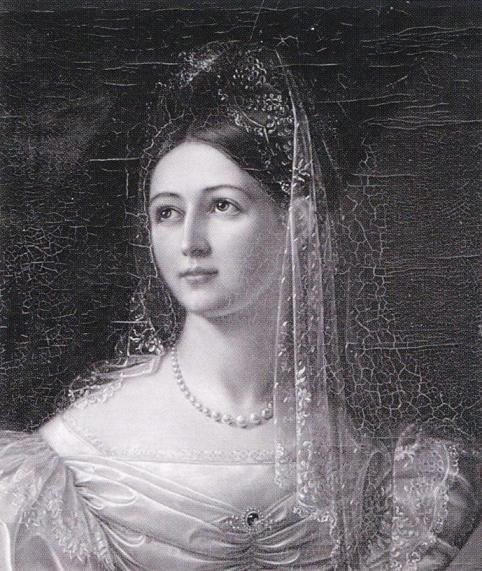
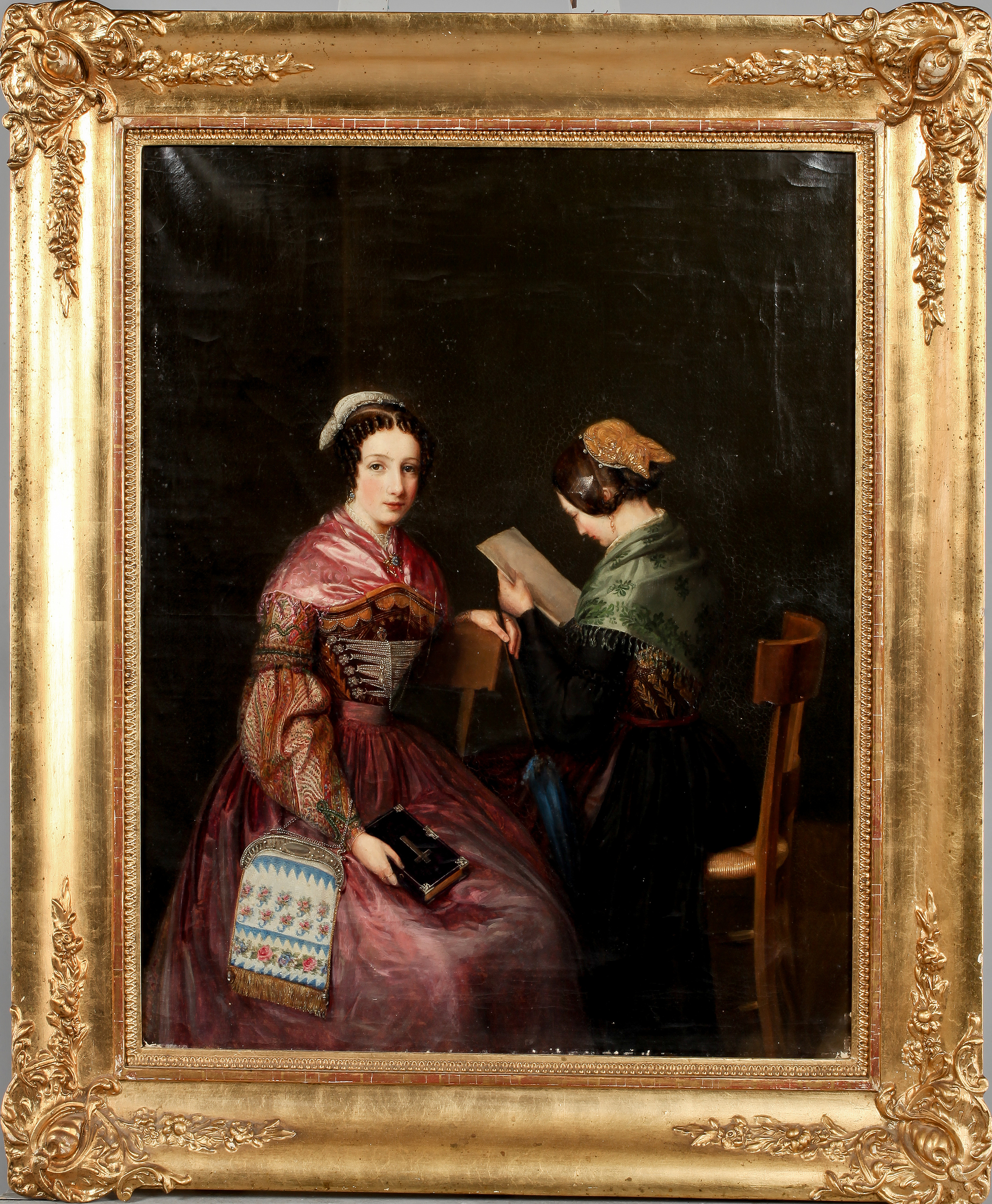
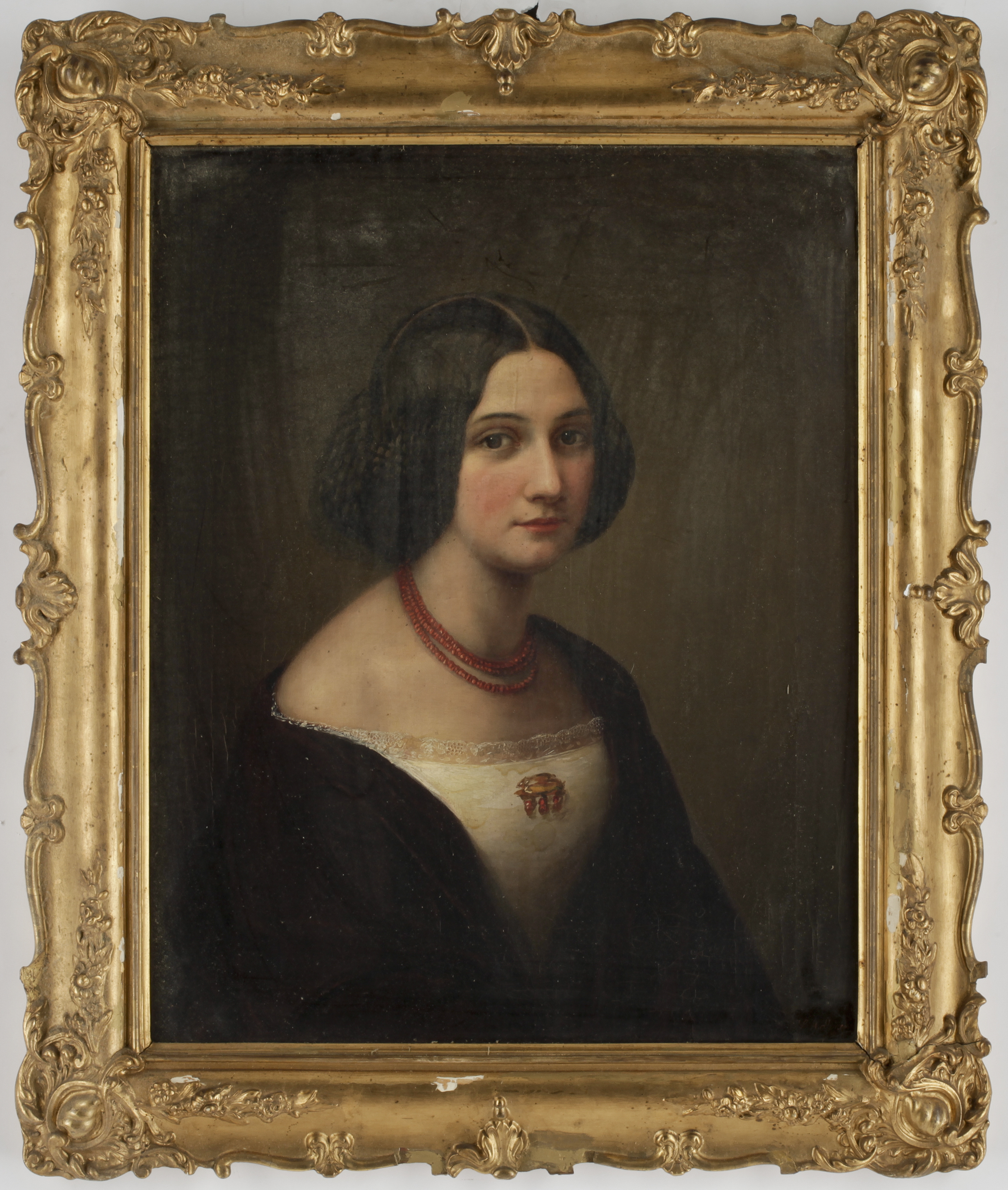